# Paul Degerlund
Fristz Erling Paul Degerlund, född den 16 december 1948 i Överstbyn, Råneå landskommun, är en svensk officer i Armén och var åren 1998–2000 generalinspektör för armén.

## Biografi
Degerlund blev 1974 fänrik i Armén. År 1976 befordrades han till löjtnant, år 1977 till kapten, år 1983 till major, år 1990 till överstelöjtnant, år 1990 till överste, år 1997 till Överste 1. gr. och den 1 juli 1998 till generalmajor.
År 1974 inledde Degerlund sin militära karriär i Armén vid Luleå luftvärnsregemente (Lv 7). Det efter genomgången officersutbildning åren 1973–1974 på Militärhögskolan Karlberg. Åren 1985–1988 var han detaljchef vid Försvarsstaben. Åren 1988–1990 var han lärare vid Militärhögskolan. Åren 1990–1992 var han chef för planeringsavdelningen vid Arméstaben. Åren 1992–1993 var han utbildningschef vid Hallands regemente (I 16). Åren 1993–1995 var han chef för Hallandsbrigaden (IB 16). Åren 1995–1997 chef för Stridsskola Syd. Åren 1998–2000 var han generalinspektör för armén. Åren 2000–2004 var han chef för Södra militärdistriktet.
Degerlund är sedan 1992 ledamot av Kungliga Krigsvetenskapsakademien., han var även expert i 1997 års parlamentariska värnpliktsutbildningskommité. Efter sin tid i armén har Degerlund varit verksam vid stridsfordonstillverkaren Hägglunds.

## Karriär
- Överste 1994
- Överste av 1. graden 1997
- Generalmajor 1 juli 1998